# Liste der Ortschaften im Bezirk Mistelbach
Die Liste der Ortschaften im Bezirk Mistelbach enthält die Gemeinden und ihre zugehörigen Ortschaften im niederösterreichischen Bezirk Mistelbach. In Klammern stehen die Einwohnerzahlen zum Stand 1. Jänner 2024:
- Altlichtenwarth (754)
- Asparn an der Zaya (1090)
  - Altmanns (117)
  - Michelstetten (219)
  - Olgersdorf (253)
  - Schletz (242)
- Bernhardsthal (824)
  - Katzelsdorf (367)
  - Reintal (394)
- Bockfließ (1277)
- Drasenhofen (570)
  - Kleinschweinbarth (149)
  - Steinebrunn (294)
  - Stützenhofen (103)
- Falkenstein (559)
- Fallbach (170)
  - Friebritz (34)
  - Hagenberg (199)
  - Hagendorf (198)
  - Loosdorf (203)
- Gaubitsch (405)
  - Altenmarkt (188)
  - Kleinbaumgarten (325)
- Gaweinstal (1683)
  - Atzelsdorf (305)
  - Höbersbrunn (303)
  - Martinsdorf (294)
  - Pellendorf (448)
  - Schrick (1101)
- Gnadendorf (254)
  - Eichenbrunn (280)
  - Oedenkirchenwald (2)
  - Pyhra (243)
  - Röhrabrunn (121)
  - Wenzersdorf (87)
  - Zwentendorf (203)
- Großebersdorf (1092)
  - Eibesbrunn (322)
  - Manhartsbrunn (417)
  - Putzing (484)
- Großengersdorf (1537)
- Großharras (444)
  - Diepolz (143)
  - Zwingendorf (485)
- Großkrut (1023)
  - Althöflein (274)
  - Ginzersdorf (234)
  - Harrersdorf (165)
- Hausbrunn (891)
- Herrnbaumgarten (938)
- Hochleithen
  - Bogenneusiedl (163)
  - Traunfeld (357)
  - Wolfpassing an der Hochleithen (592)
- Kreuttal
  - Hautzendorf (524)
  - Hornsburg (187)
  - Ritzendorf (21)
  - Unterolberndorf (755)
- Kreuzstetten
  - Niederkreuzstetten (965)
  - Oberkreuzstetten (462)
  - Streifing (256)
- Laa an der Thaya (4808)
  - Hanfthal (576)
  - Kottingneusiedl (292)
  - Ruhhof (2)
  - Ungerndorf (126)
  - Wulzeshofen (505)
- Ladendorf (1355)
  - Eggersdorf (91)
  - Garmanns (82)
  - Grafensulz (141)
  - Herrnleis (158)
  - Neubau (441)
  - Pürstendorf (80)
- Mistelbach (6940)
  - Ebendorf (562)
  - Eibesthal (762)
  - Frättingsdorf (276)
  - Hörersdorf (446)
  - Hüttendorf (508)
  - Kettlasbrunn (522)
  - Lanzendorf (793)
  - Paasdorf (732)
  - Siebenhirten (495)
- Neudorf im Weinviertel (1043)
  - Kirchstetten (115)
  - Rothenseehof (4)
  - Zlabern (193)
- Niederleis (674)
  - Helfens (71)
  - Kleinsitzendorf (27)
  - Nodendorf (145)
- Pillichsdorf (1260)
- Poysdorf (2725)
  - Altruppersdorf (352)
  - Erdberg (255)
  - Föllim (168)
  - Ketzelsdorf (200)
  - Kleinhadersdorf (458)
  - Poysbrunn (365)
  - Walterskirchen (434)
  - Wetzelsdorf (500)
  - Wilhelmsdorf (197)
- Rabensburg (1068)
- Schrattenberg (843)
  - Staatz
  - Ameis (326)
  - Enzersdorf bei Staatz (348)
  - Ernsdorf bei Staatz (163)
  - Staatz-Kautendorf (572)
  - Waltersdorf bei Staatz (159)
  - Wultendorf (368)
- Stronsdorf (657)
  - Oberschoderlee (237)
  - Patzenthal (124)
  - Patzmannsdorf (388)
  - Stronegg (33)
  - Unterschoderlee (126)
- Ulrichskirchen-Schleinbach
  - Kronberg (522)
  - Schleinbach (1054)
  - Ulrichskirchen (1092)
- Unterstinkenbrunn (565)
- Wildendürnbach (809)
  - Alt-Prerau (16)
  - Neuruppersdorf (454)
  - Pottenhofen (262)
- Wilfersdorf (1099)
  - Bullendorf (504)
  - Ebersdorf an der Zaya (177)
  - Hobersdorf (293)
- Wolkersdorf im Weinviertel (4501)
  - Münichsthal (710)
  - Obersdorf (1637)
  - Pfösing (217)
  - Riedenthal (427)
- Ottenthal (412)
  - Guttenbrunn (118)